# Tughluq Sulduz
Tughluq Sulduz fou un amir del tuman dels suldus que després de la derrota de Buyan Sulduz (1359) va agafar el comandament d'una part de la tribu (una qabila) i va lluitar contra Amir Husayn (1360).
No havia passat gaire temps quan Toghluq Selduz va atacar forces de Husayn. Aquest va enviar missatgers a Tamerlà, Bayazid Jalayir i Khidr Yasauri, informant de les hostilitats. Timur i Khidr no s'ho van pensar dues vegades i van agafar les seves forces i es van dirigir cap allí; es van trobar altre cop a la Porta de Ferro (Derbend Aheny), el pas al sud de Xahrisabz i es van dirigir a Shadman; Husayn estava en aquesta fortalesa (coneguda també com Hissar Shadman o Shaduman i transliterat en català com Hissar Xadman) i Toghluq Selduz estava a la rodalia amb les seves forces; quan aquest va saber l'arribada dels aliats es va retirar. Husayn va sortir aleshores i va agrair personalment l'ajut, fent diversos regals als dos caps. Aquests fets devien passar a la tardor del 1360 però An autobiographic relat of the life of emperor Timur, per Charles Stewart els situa de manera confosa, aparentment el 1361, cosa impossible ja que en aquest darrer any Tamerlà i Khidr ja no eren aliats.
Després de la invasió dels jats o mogols, Tughluq es va acostar a Tamerlà, però quan aquest fou declarat rebel i va esdevenir un guerrer errant es va posar al servei dels mongols (1362). Executat el seu parent Buyan Suldus pels mogols és possible que hi hagués una competència per ser reconegut cap dels suldus. El 1364 Tughluq Selduz i un altre amir, Ky Khuseru (Kay Khusraw) del tuman dels khuttalani, de trajectòria similar, tenien el comandament de sis mil cavallers jats i esperaven agafat a Timur per sorpresa. Timur comptava amb sis mil cavallers i el seu aliat Amir Husayn amb bastants menys ja que una part dels seus l'havien abandonat (per unir-se a Timur). El grup de sis mil homes a cavall dels jats va avançar en direcció a les forces de Timur. Aquest va deixar el comandament del cos principal a Amir Husayn i va marxar amb dos mil homes a enfrontar al sis mil, als quals va sorprendre dormint després que havien celebrat el rumor de que Timur s'havia retirat. Amb aquesta sorpresa va derrotar a la primera línia. Ky Khuseru (Kay Khusraw) i Tughluq Selduz, van ser capturats i se’ls van emportar presoners. La sort posterior de Tughluq es desconeguda. Kai Khusraw apareix lliure tres anys després per lo que o be no fou fet presoner o be fou perdonat i alliberat (el 1367 demanava passar al servei de Tamerlà). Tughluq com que no torna a ser esmentat cal suposar que va morir o fou executat.